# Le Sang des Vikings
Pour plus de détails, voir Fiche technique et Distribution.
Le Sang des Vikings (Beauty and the Beast) est un film britannico-sud-africain de David Lister, sorti en 2005.

## Fiche technique
- Titre original : Beauty and the Beast
- Titre français : Le Sang des Vikings
- Réalisation : David Lister
- Scénario : Paul Anthony
- Pays d'origine : Afrique du Sud - Royaume-Uni
- Genre : aventure
- Date de sortie : 2005

## Distribution
- Jane March : Freya
- William Gregory Lee : Sven
- Justin Whalin : Eric
- David Dukas : Bête / Agnar
- Greg Melvill-Smith : Thorsson
- Candice Hillebrand : Ingrid